# Кинни (округ)
Округ Кинни (англ. Kinney county) — округ штата Техас Соединённых Штатов Америки. На 2000 год в нем проживало 3379 человек. По оценке бюро переписи населения США в 2009 году население округа составляло 3274 человек. Окружным центром является город Бракетвилл.

## История
Округ Кинни был сформирован в 1850 году. Он был назван в честь Генри Кинни, спекулянта землёй и сенатора девятого Техасского конгресса.

## География
По данным бюро переписи населения США площадь округа Кинни составляет 3536 км², из которых 3531 км² — суша, а 5 км² — водная поверхность (0,14 %).

### Основные шоссе
- Шоссе 90
- Автострада 134

### Соседние округа
- Эдуардс (север)
- Ювалде (восток)
- Маверик (юг)
- Вал-Верде (запад)
- Хименес, муниципалитет в Коауиле, Мексика (юго-запад)